# Dardania (prowincja rzymska)

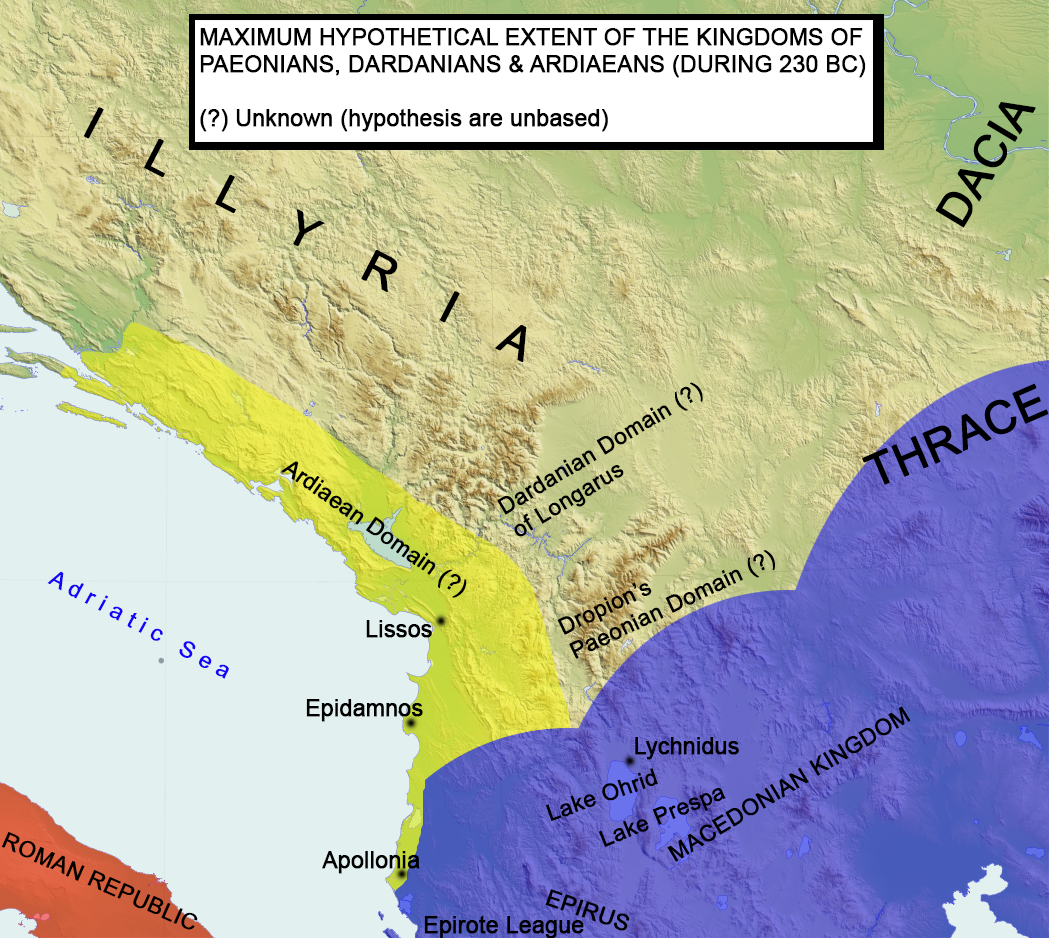
Królestwo Dardanów ok. 230 p.n.e.

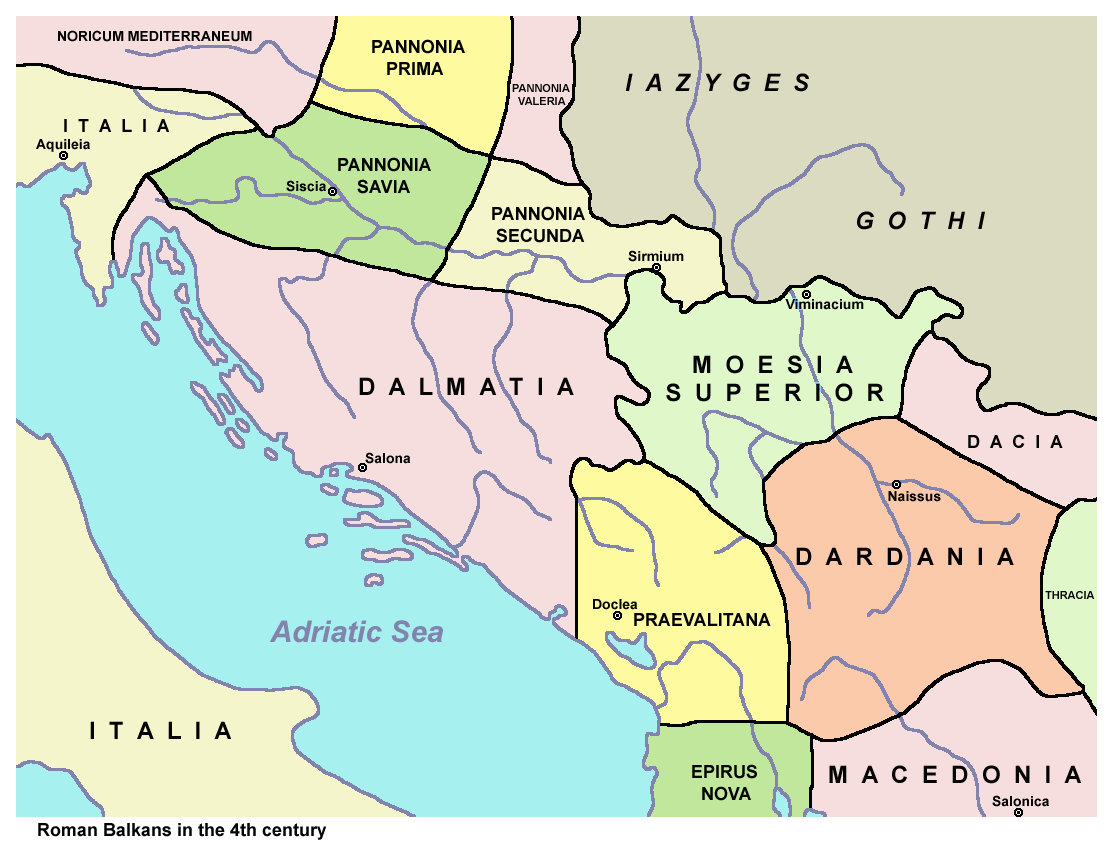
Dardania jako prowincja rzymska w początkowym okresie po jej powołaniu (IV wiek)

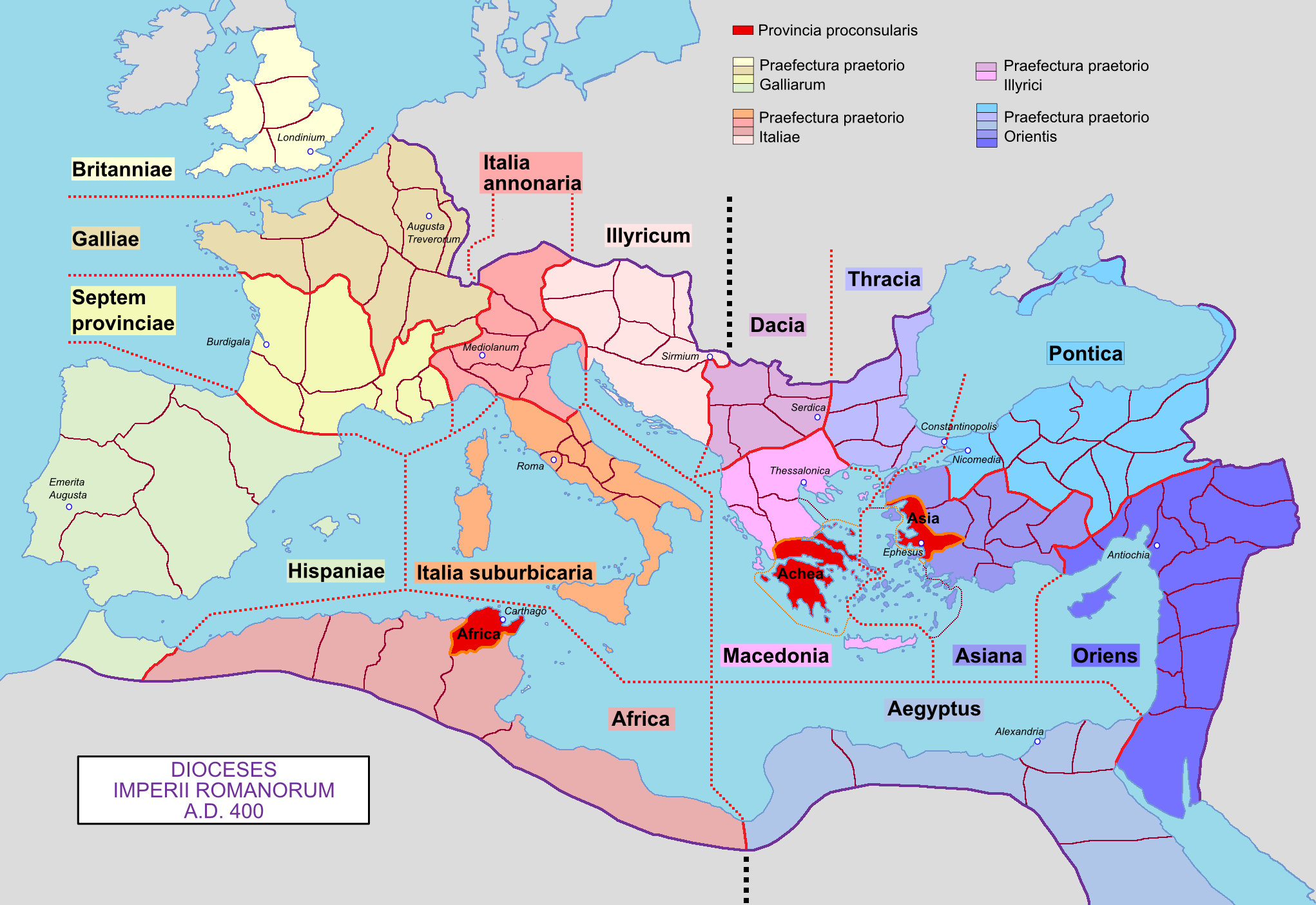
Diecezja Dacja i jej prowincje (w tym Dardania) na mapie Imperium - przełom III i IV w.

Dardania oraz Mezja II (Moesia Secunda) wśród prowincji rzymskich - VI wiek n.e.

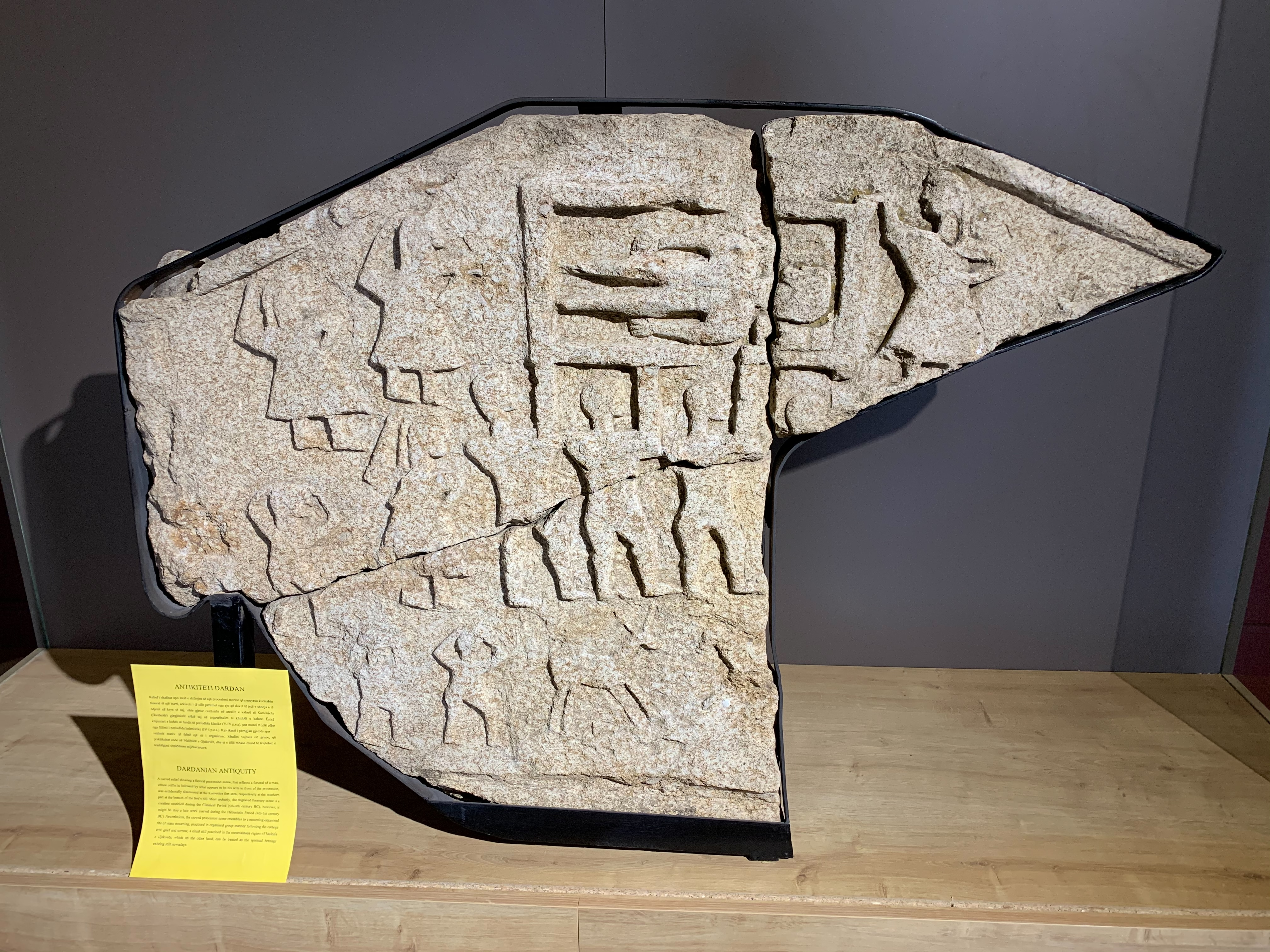
Relief ze sceną pogrzebową z Dardanii, IV-V wiek p.n.e.

Dardania – prowincja starożytnego Rzymu, istniejąca w późnym okresie Cesarstwa.
Nazwą Dardania określano początkowo południową część Mezji i Mezji Górnej (Moesia Superior). Współcześnie terytorium to odpowiada przygranicznym ziemiom Kosowa i Serbii oraz Macedoniii i Bułgarii.

## Główne ośrodki
Dawne ośrodki rzymskie (a obecne miejscowości) na tym terenie to:
 Naissus (obecnie Nisz, Serbia) 

 Remesiana (Romatiana) (obecnie Bela Palanka) 

 Scupi (Colonia Flavia Scupinorum) (obecnie Skopje, Macedonia Płn.) 

 Ulpiana (obecnie Lipljan, Kosowo) 

 Iustiniana Prima (rejon współczesnego Lebane, Serbia)

## Historia

### Czasy przedrzymskie
Prowincja powstała na terytorium zlokalizowanym w miejscu przedrzymskiego osadnictwa plemienia Dardanów. Mitycznym wodzem tego plemienia i królem Dardanii miał być Dardanos, protoplasta Trojan. Odnotowanym założycielem dynastii władającej Dardanami był Bardylis I (król w okresie 395-358 p.n.e.). 
Kolejnymi odnotowanymi władcami Dardanów byli: 

- Bardylis I (ok. 395-358)
- Grabos (ok. 358-335) [syn?]
- Klejtos (ok. 358-335) [syn Bardylisa I]
- Bardylis II (ok. 335-295) [syn?]
- Monunios I (ok. 295-280) [syn?]
- Mytilos (ok. 270) [syn?]
- Longaros (ok. 230)
- Monunios II (ok. 180/70) [teść Gentiosa, króla Ilirii]

Dardanowie wielokrotnie, ze zmiennym powodzeniem wchodzili w konflikty z władcami Macedonii, także w okresie, gdy ta znalazła się już pod panowaniem rzymskim. Pierwsze starcia miały miejsce w latach 75–73 p.n.e. (Rzymianie dowodzeni przez Gajusza Skryboniusza Kuriona zwyciężyli), kolejne - aż do ostatecznego podporządkowania Rzymowi ok. 28 p.n.e..

### Czasy rzymskie
Jako prowincja Dardania zaistniała około roku 293 jako efekt wydzielenia z istniejącej wcześniej prowincji Mezja Górna. W rezultacie podziału powstały prowincje Dardania oraz Moesia Prima (Mezja I).
O powstaniu prowincji zdecydował cesarz Dioklecjan w ramach zrealizowanej przez siebie reformy administracyjnej, w ramach której utworzono Diecezję Mezja, złożoną z Dardanii i innych prowincji (były to: Achaja, Dacia Ripensis, Epirus nova, Epirus vetus, Kreta, Macedonia,  Moesia Superior, Praevalitana, Tesalia). 
W kolejnych dziesięcioleciach wschodnią część terytorium Dardanii włączono do prowincji Dacia Mediterranea, w której głównym ośrodkiem była Serdica (współcześnie Sofia). Nadrzędna diecezja została z kolei podzielona na dwie: Diecezję Macedonia i Diecezję Dacja (w której znalazła się Dardania).
Po podziale Cesarstwa Rzymskiego (395) Dardania znalazła się pod zwierzchnictwem Cesarstwa wschodniorzymskiego (Bizantyńskiego).

## Nawiązania współczesne
Nazwa „flaga Dardanii” używana jest w stosunku do jednej z wersji nieoficjalnej flagi Kosowa.